# John Davies (homme d'affaires)
Pour les articles homonymes, voir John Davies et Davies.
John Emerson Harding Harding-Davies (8 janvier 1916 - 4 juillet 1979) est un homme d'affaires britannique qui est directeur général de la Confédération de l'industrie britannique dans les années 1960. Plus tard, il se lance dans la politique et siège au Cabinet d'Edward Heath en tant que premier secrétaire d'État au commerce et à l'industrie, poste qu'il occupe du mois d'octobre 1970 au 4 novembre 1972. Il est président de la Chambre de commerce et, de juillet à octobre 1970, ministre de la Technologie. Il devient conseiller privé et, en 1972, il est nommé Chancelier du duché de Lancastre avec des responsabilités spéciales pour la coordination de la politique britannique envers les Communautés européennes. En 1979, Davies devait devenir pair à vie en tant que baron Harding-Davies, mais il est décédé avant que la création de la pairie ne passe le Grand Sceau. Le 27 février 1980, la reine Elizabeth II a accordé à sa veuve Vera Georgina le titre de Lady Harding-Davies.

## Famille et éducation
Davies est né à Blackheath, Londres le 8 janvier 1916, le deuxième fils d'Arnold Thomas Davies (1882-1966), un comptable de Folkestone, et de sa femme Edith Minnie Harding (1880-1962), unique enfant du capitaine Francis Dallas Harding (1839–1902) et Minnie Mary Malchus de Calcutta. Davies est allé à la Windlesham House School de Sussex et à la St Edward's School d'Oxford. Il suit son père dans la profession comptable et devient commis de stage à partir de 1934. Il est le plus jeune expert-comptable du pays en 1939, lorsque le début de la Seconde Guerre mondiale le conduit à s'enrôler dans le Royal Army Service Corps. Davies est nommé sous-lieutenant et passe la majeure partie de la guerre au quartier général des opérations combinées. À partir de 1945, il travaille pour le Combined Operations Experimental Establishment (COXE) et reçoit le MBE sur la démobilisation en 1946. Le 8 janvier 1943, il épouse Vera Georgina Bates, unique enfant de George William Bates, directeur général de Barratts Shoes, et de son épouse Elvina Rosa Taylor. Le mariage a deux enfants; une fille - Rosamond Ann, et un fils - Francis William Harding Davies (Frank Davies (producteur) (en)).

## Carrière en affaires
Il rejoint la Anglo-Iranian Oil Company en tant que comptable dans la division marketing. Il est diplômé de l'Institut des comptables agréés en 1949. Davies travaille pour la société à Londres, Stockholm et Paris; la société est renommée British Petroleum en 1954. En 1956, Davies est promu directeur général (Marchés) pour BP, et en 1960, il est directeur de BP Trading.
L'année suivante, Davies est nommé vice-président et directeur général de Shell-Mex et BP Ltd, devenant ainsi le plus jeune à occuper ce poste. Cette position lui donne la responsabilité d'une chaîne nationale de stations-service. Il est également administrateur de Hill Samuel Group. En raison de son poste, il est nommé membre du grand conseil de la Fédération de l'industrie britannique et préside un comité sur la législation technique.

## Directeur général du CBI
La Fédération fusionne avec la Fédération des employeurs britanniques et la National Association of British Manufacturers en 1965 pour former la Confédération de l'industrie britannique. Davies est nommé Directeur général à partir de ce mois de juillet, souhaitant que l'organisation ait une visibilité beaucoup plus élevée que ses prédécesseurs. Il soutient des initiatives telles que le Conseil national de développement économique où le gouvernement, les employeurs et les syndicats se réunissent pour discuter de l'économie et mettre en place un comité mixte CBI-TUC. Il est également favorable à l'entrée des Britanniques dans la Communauté européenne lorsque le gouvernement en fit la demande en 1967.
Davies en a surpris certains, comme Enoch Powell en mai 1967, lorsqu'il prononce un discours en Californie dans lequel il observe que les mesures du gouvernement travailliste pour maintenir les salaires et les prix bas fonctionnaient; Powell considérait cela non seulement comme faux, mais comme un exemple de collaboration dans laquelle "les porte-parole mêmes du capitalisme" faisaient le travail des socialistes. En tant que chef du CBI, Davies est nommé dans des quango au British Productivity Council, au British National Export Council et au Council of Industrial Design. Il est brièvement membre de la Commission des écoles publiques.
Cependant, Davies est un conservateur par instinct et après la dévaluation de la livre sterling en novembre 1967, il est devenu beaucoup plus critique envers le gouvernement. De plus en plus, il critiquait les ministres du Travail à la télévision, même s'il continuait à travailler avec les ministres en privé. Davies laisse le poste de Directeur général à Campbell Adamson en 1969.

## Carrière politique
En 1969, Davies est recruté par Edward Heath pour rejoindre son gouvernement une fois qu'il remporte les élections. Heath cherchait à diriger un gouvernement "commercial" et pensait que les hauts dirigeants d'entreprises occupant des postes de direction fourniraient une gestion plus experte. Davies commence à être plus critique, décrivant l'accord "solennel et contraignant" entre le gouvernement et le TUC (après l'échec de In Place of Strife) comme utile uniquement dans les toilettes.
Il échoue à obtenir l'investiture conservatrice à l'élection partielle de Louth en 1969, et pour les villes de Londres et de Westminster pour les élections générales. Cependant, avec le soutien du Bureau central, Davies trouve un siège à Knutsford dans le Cheshire, qu'il remporte facilement aux élections générales du 18 juin 1970.

## Le commerce et l'industrie
En octobre de cette même année, Davies est promu secrétaire d'État au commerce et à l'industrie, un nouveau département créé par Heath. Il s'est présenté à la Conférence du Parti conservateur avec un discours qui a réitéré la politique préélectorale de Heath de refuser d'intervenir dans l'industrie. La phrase la plus étroitement associée à lui a été prononcée à la Chambre des communes le 4 novembre, lorsque Davies a déclaré: 
 "Nous pensons que le besoin essentiel du pays est d'adapter ses politiques à la grande majorité des gens, qui ne sont pas des" canards boiteux ", qui n'ont pas besoin d'un coup de main, qui sont tout à fait capables de défendre leurs propres intérêts et ne demandent qu'à être autorisé à le faire. " (Hansard, 5e série, volume 805, colonne 1211) 
 Le terme «canards boiteux» est devenu associé à Davies. Cependant, lorsque Rolls-Royce (une industrie de défense essentielle) rencontre des difficultés financières au début de 1971, il décide que le gouvernement devait le renflouer et la nationaliser pour l'empêcher de faire faillite.
En juin 1971, les constructeurs navals d'Upper Clyde sont mis sous séquestre après que le gouvernement lui ait refusé un prêt de 6 millions de livres sterling. Les salariés, dirigés par des délégués syndicaux communistes, décident de tenir un «atelier» et occupent l'entreprise, en poursuivant la production. Cette action revendicative tendait à réfuter les affirmations selon lesquelles les syndicats étaient timides au travail et gênaient donc le gouvernement. Le domicile de Davies à Londres est incendié par la Brigade en colère le 31 juillet 1971. En février 1972, le gouvernement modifie sa politique et décide de conserver trois des quatre chantiers navals pour un coût de 35 millions de livres sterling, bien que Davies savait qu'ils ne fonctionneraient jamais sur une base commerciale.

## Chancelier du duché de Lancastre

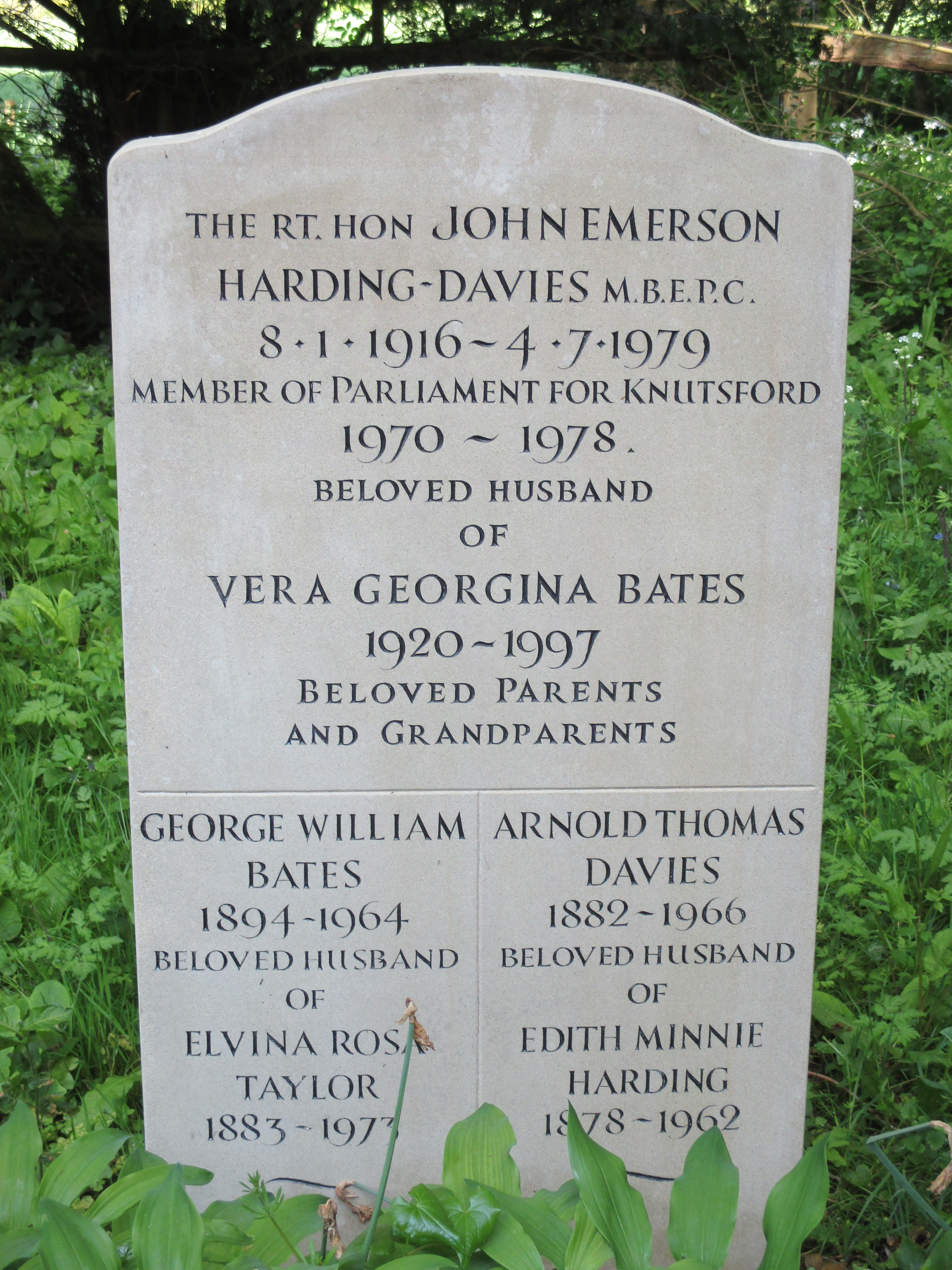
Pierre tombale de John Davies et de sa famille au cimetière paroissial de Shermanbury

Davies devient Chancelier du duché de Lancastre en novembre 1972, avec une responsabilité particulière pour les relations britanniques avec la Communauté européenne à laquelle la Grande-Bretagne adhère le 1er janvier 1973. Le rôle de Davies est principalement dans les coulisses pour s'assurer que le droit britannique est conforme au droit européen. Dans les discussions du Cabinet, Davies plaide pour une approche conflictuelle avec les syndicats, bien qu'il craignait pour l'avenir.

## Fin de carrière
Après que Heath quitte ses fonctions en 1974, Davies conserve son siège parlementaire mais n'obtient pas de poste au sein du Cabinet fantôme. Il reprend la direction de Hill Samuel. À partir du mois de mai, il prend la présidence du comité d'examen européen de la Chambre des communes, examinant les détails de la législation, et s'est forgé une solide réputation en examinant en détail les règlements émanant des institutions de la communauté européenne. En 1975, Davies fait campagne pour un «oui» au référendum sur l'adhésion à la Communauté Européenne.
Davies est désigné par le Parti conservateur comme commissaire européen pour le mandat commençant en 1977, mais est inacceptable pour le gouvernement travailliste. Cependant, en novembre 1976, Margaret Thatcher décide de limoger Reginald Maudling du poste de ministre des Affaires étrangères de l'ombre et nomme Davies pour le remplacer. Les mémoires de Thatcher font l'éloge de l'efficacité du travail de Davies dans ce rôle.
Davies n'est pas un fervent partisan du monétarisme, bien qu'il soit d'accord avec le point de vue de Thatcher sur l'expansionnisme soviétique. Le principal désaccord au sein du Parti conservateur concernait la Rhodésie et la question de savoir s'il fallait poursuivre les sanctions contre le gouvernement d' Ian Smith : Davies pensait que Smith n'était pas entièrement attaché à une paix négociée et que, par conséquent, les sanctions devaient être maintenues.

## Maladie et mort
Une tumeur cérébrale maligne lui est diagnostiquée en 1978 et il s'est rapidement retiré du Cabinet fantôme et du Parlement, démissionnant le 6 novembre 1978. Dans la liste des honneurs de l'anniversaire de la Reine de 1979, il reçoit une pairie à vie, mais le 4 juillet 1979, The London Gazette annonce que "Gentle Davies [était] mort" d'une rechute avant que le brevet de création ne passe le Grand Sceau. Le 27 février 1980, sa veuve Vera Georgina reçoit le titre de baronne Harding-Davies de St. Mellons, indiquant le titre que Davies avait l'intention de prendre; ses enfants Francis William Harding Harding-Davies et Rosamond Ann Metherell ont reçu le rang d'enfants de pairs à vie .